# East Tennessee 200 1966
East Tennessee 200 1966 var ett stockcarlopp ingående i Nascar Grand National Series (nuvarande Nascar Cup Series) som kördes 28 juli 1966 på den 0,5 mile (804,672 m) långa ovalbanan Smoky Mountain Raceway i Maryville i Tennessee. Totalt avverkades 100 miles (160,934 km) fördelat på 200 varv. Banunderlaget var dirt. Loppet vanns av David Pearson i en Dodge på tiden 1:23:21 körande för Owens Racing. Pearsons snitthastighet uppgick till 71.986 mph. Han var vid målgång ensam förare på ledarvarvet, två varv före tvåan Buck Baker. Prispotten uppgick till 4 740 dollar, varav 1 000 dollar gick till segraren.

## Resultat
| Plc     | Nr | Förare          | Team/ bilägare           | Konstruktör | Start | Varv | Ledda varv |
| ------- | -- | --------------- | ------------------------ | ----------- | ----- | ---- | ---------- |
| 1       | 6  | David Pearson   | Owens Racing             | Dodge       | 4     | 200  | 128        |
| 2       | 87 | Buck Baker      | Buck Baker Racing        | Oldsmobile  | 14    | 198  | 0          |
| 3       | 1  | Paul Lewis      | Paul Lewis               | Plymouth    | 2     | 198  | 0          |
| 4       | 64 | Elmo Langley    | Langley-Woodfield Racing | Ford        | 7     | 197  | 0          |
| 5       | 02 | Doug Cooper     | Bob Cooper               | Plymouth    | 9     | 196  | 0          |
| 6       | 93 | Blackie Watt    | Harry Neal               | Ford        | 12    | 194  | 0          |
| 7       | 4  | John Sears      | DeWitt Racing            | Ford        | 5     | 193  | 0          |
| 8       | 48 | James Hylton    | Bud Hartje               | Dodge       | 3     | 191  | 0          |
| 9       | 73 | Buddy Baker     | Joan Petre               | Ford        | 8     | 191  | 0          |
| 10      | 87 | Neil Castles    | Buck Baker Racing        | Dodge       | 15    | 185  | 0          |
| 11      | 97 | Henley Gray     | Gray Racing              | Ford        | 11    | 182  | 0          |
| 12      | 20 | Clyde Lynn      | Negre Racing             | Ford        | 6     | 178  | 0          |
| 13      | 53 | Jimmy Helms     | David Warren             | Ford        | 24    | 178  | 0          |
| 14      | 9  | Roy Tyner       | Truett Rodgers           | Chevrolet   | 23    | 173  | 0          |
| 15      | 06 | Johnny Wynn     | John McCarthy            | Mercury     | 20    | 172  | 0          |
| 16      | 74 | Gene Black      | Gene Black               | Ford        | 21    | 168  | 0          |
| 17      | 34 | Wendell Scott   | Scott Racing             | Ford        | 18    | 158  | 0          |
| 18      | 88 | Darel Dieringer | Buck Baker Racing        | Plymouth    | 13    | 140  | 0          |
| 19      | 59 | Tom Pistone     | Pistone Racing           | Ford        | 1     | 96   | 72         |
| 20      | 55 | Tiny Lund       | Lyle Stelter             | Ford        | 17    | 94   | 0          |
| 21      | 70 | J.D. McDuffie   | McDuffie Racing          | Ford        | 19    | 66   | 0          |
| 22      | 96 | Sonny Lamphear  | Homer O'Dell             | Ford        | 25    | 39   | 0          |
| 23      | 35 | Max Ledbetter   | Ken Carpenter            | Oldsmobile  | 22    | 15   | 0          |
| 24      | 95 | Jim Hunter      | Gene Cline               | Ford        | 16    | 8    | 0          |
| 25      | 45 | J.T. Putney     | Seifert Racing           | Ford        | 26    | 6    | 0          |
| 26      | 61 | Stick Elliott   | Toy Bolton               | Chevrolet   | 10    | 6    | 0          |
| Källor: |    |                 |                          |             |       |      |            |